# Emesis guppyi
Emesis guppyi är en fjärilsart som beskrevs av William James Kaye 1904. Emesis guppyi ingår i släktet Emesis och familjen Riodinidae. Inga underarter finns listade i Catalogue of Life.